# Валовой внутренний продукт
| > 20 трлн $ 10–20 трлн $ 5–10 трлн $ 1–5 трлн $ | 750 млрд $ – 1 трлн $ 500–750 млрд $ 250–500 млрд $ 100–250 млрд $ | 50–100 млрд $ 25–50 млрд $ 5–25 млрд $ < 5 млрд $ |

Валово́й вну́тренний проду́кт (англ. gross domestic product), общепринятое сокращение — ВВП (англ. GDP) — макроэкономический показатель, отражающий рыночную стоимость всех конечных товаров и услуг (то есть не предназначенных для использования в производстве или дальнейшей перепродажи), произведённых за оговорённый период во всех отраслях экономики на территории конкретного государства вне зависимости от национальной принадлежности использованных факторов производства. Впервые это понятие было предложено в 1934 году Саймоном Кузнецом. ВВП страны может быть выражен как в национальной валюте, и при необходимости справочно пересчитан по биржевому курсу в иностранную валюту, так и может быть представлен по паритету покупательной способности (ППС) (для более точных международных сравнений).

## История происхождения
Работы по измерению объёма национального производства начал в 1930-е годы экономист Саймон Кузнец в Министерстве торговли США. Первые оценки национального дохода сделаны Кузнецом в 1934 году. В этой работе впервые появились счета национального дохода и продукта. Кузнец пересчитал счета национального дохода США до 1869 года. Впервые доклад о национальном доходе и производстве за период 1929—1935 годов был представлен Конгрессу США в 1937 году. До этого никто не имел детальных представлений об экономической деятельности страны. Термин макроэкономика до 1939 года в печати не употреблялся. В 1971 году Саймон Кузнец получил Нобелевскую премию.
До 1991 года базовым показателем в макроэкономических исследованиях был валовой национальный продукт. ВВП стал основным индикатором для совместимости с системой национальных счетов Организации Объединённых Наций.

## Определение
Согласно учебнику «Экономикс» (К. Р. Макконнелл и С. Л. Брю, первое издание 1960 год), валовой внутренний продукт — это общая рыночная стоимость всех готовых товаров и услуг, произведённых на территории страны в течение года. ВВП может быть исчислен как сумма валовой добавленной стоимости всех отраслей (или институциональных секторов) плюс чистые налоги на продукты (налоги на продукты за вычетом субсидий на продукты).

### Номинальный и реальный ВВП
Выделяют номинальный и реальный ВВП (англ. nominal and real GDP).
Номинальный ВВП — стоимость всех конечных товаров и услуг рассматриваемого региона или государства, выраженная в текущих рыночных ценах. Вследствие этого номинальный ВВП зависит от изменений индекса цен и доходов рассматриваемой экономики. Номинальный ВВП растёт при инфляции в связи с ростом цен на продукцию и услуги. И, наоборот, падает при дефляции в связи с падением цен. Так, уровень инфляции в 5 %, при неизменном уровне производства товаров, ведёт к росту ВВП тоже на 5 %.
В реальном ВВП учитывается, в какой степени рост ВВП определяется реальным ростом производства, а не ростом цен. За базу для реального ВВП могут браться как цены предыдущего, так и любого другого года. Отношение номинального ВВП к реальному ВВП называют дефлятором.
{\displaystyle \mathrm {GDP} _{\text{real}}={\frac {\mathrm {GDP} _{\text{nominal}}}{\mathrm {Deflator} }}}
{\displaystyle \mathrm {Deflator} ={\frac {\Sigma (Q^{t}P^{t})}{\Sigma (Q^{t}P^{0})}}={\frac {\mathrm {GDP} _{\text{nominal}}}{\mathrm {GDP} _{\text{real}}}}}.
Где {\displaystyle Q^{t}} — объём выпуска текущего года;
{\displaystyle P^{t}} — цена текущего года;
{\displaystyle P^{0}} — цена базисного года.

### Валовый национальный продукт
Валовый национальный продукт (англ. Gross National Product, англ. Gross National Income). Сокращённое обозначение — ВНП (англ. GNP или GNI).
В отличие от ВВП, отражающего совокупную стоимость всех благ, созданных на территории страны, валовой национальный продукт (ВНП) отражает совокупную стоимость благ, созданных только её резидентами, вне зависимости от их географического положения.

### ВВП на душу населения
ВВП на душу населения является важным экономическим показателем материального благосостояния в стране или регионе. Он рассчитывается следующим образом:
{\displaystyle \mathrm {GDP} _{\text{per capita}}={\frac {\mathrm {GDP} }{\mathrm {Z} _{\text{population}}}}}
Для более объективного сравнения разных стран по данному показателю используют ВВП на душу населения, рассчитанный по ППС.

### Другие определения
Чистый национальный продукт — валовый национальный продукт после вычета амортизации.
Фактический ВВП — это ВВП при неполной занятости, который отражает реализованные возможности экономики.
Потенциальный ВВП — это ВВП при полной занятости, он отражает потенциальные возможности экономики. Последние могут быть намного выше реальных. Разница между фактическим и потенциальным ВВП называется разрывом ВВП.

## Исключение из расчёта ВВП
Из расчёта ВВП исключаются все непроизводственные сделки:
- финансовые сделки:
  - государственные трансфертные платежи, в том числе выплаты социального страхования, пособия по безработице, пенсии и выплаты, которые государство предоставляет отдельным домохозяйствам;
  - частные трансфертные платежи, в том числе материальная помощь, студенческие стипендии, разовые дары от богатых родственников, не связаны с производством, а просто представляют собой передачу средств от одного частного лица к другому;
  - сделки с ценными бумагами, в том числе все сделки купли-продажи акций и облигаций.
- продажа подержанных товаров, стоимость которых была включена в расчёт в предыдущие периоды.

## Методы расчёта
Существует 3 метода расчёта ВВП:
- по доходам,
- по расходам,
- по добавленной стоимости.

### ВВП по доходам
ВВП = Национальный доход + амортизация + косвенные налоги — субсидии — чистый факторный доход из-за границы (ЧДиФ) (или + чистый факторный доход иностранцев, работающих на территории данной страны (ЧДФ)), где:
Национальный доход = заработная плата + арендная плата + процентные платежи + прибыль корпораций.
Данная формула характеризует ВВП по доходам в системе национальных счетов ООН (версия 2008 года). Операционная разница измеряет излишек или дефицит, полученный от производства до выплаты любых процентов, ренты или сходных платежей, выплачиваемых по финансовым или материальным непроизведённым активам, заимствованным или арендованным предприятием, а также до получения любых процентов или ренты, полученных по финансовым или материальным непроизведённым активам, принадлежащим предприятию (для некорпорированных предприятий, принадлежащих домашним хозяйствам, данный показатель называется «смешанным доходом»).

### ВВП по расходам
{\displaystyle Y=C+I+G+Xn}, где
{\displaystyle Xn=Ex-Im}
ВВП = конечное потребление + валовое накопление капитала (инвестиции в фирму, то есть покупка станков, оборудования, запасов, места производства) + государственные расходы + чистый экспорт (экспорт − импорт; может быть как положительным, так и отрицательным).
Конечное потребление включает в себя расходы на удовлетворение конечных потребностей индивидов или общества, произведённые следующими институциональными секторами: сектор домашних хозяйств, сектор органов государственной власти (госсектор), сектор частных некоммерческих организаций, обслуживающих домашние хозяйства. Валовое накопление капитала измеряется общей стоимостью валового накопления основного капитала, изменениями в запасах материальных оборотных средств и чистым приобретением ценностей единицей или сектором.

### ВВП по добавленной стоимости (производственный метод)
ВВП = сумма добавленных стоимостей.
Добавленная стоимость фирмы = доход фирмы — промежуточная стоимость производства товара или услуги.
Общая добавленная стоимость = общий уровень выпуска — общая ценность промежуточной продукции.
Объём ВВП рассчитывается в настоящее время в соответствии с рекомендациями неоклассической теории — как сумма добавленной стоимости, созданной на территории страны при предположении, что она создаётся как в сфере производства, так и в сфере услуг. При этом добавленная стоимость оценивается как разность между доходом предприятия и материальными затратами и не включает косвенных налогов, уплачиваемых с продукции (услуг). В итоге общий объём ВВП отличается от суммарной добавленной стоимости, зафиксированной в сферах производства и услуг, на величину чистых косвенных налогов (косвенных налогов за вычетом субсидий, предоставляемых государством бизнесу).

## Критика
С начала использования ВВП многие авторитетные экономисты предупреждали, что ВВП является «специализированным инструментом», и что применение его в качестве индикатора общего благосостояния может приводить к опасным заблуждениям. Саймон Кузнец, один из архитекторов системы национального учёта США, предостерегал против отождествления роста ВВП с увеличением экономического или социального благосостояния (Kuznets, 1934; Kuznets и др., 1941).
Поскольку ВВП учитывает только денежные операции, связанные с производством и продажей товаров и услуг, этот показатель основан на принципиально неполной картине социальной и природной систем, в рамках которых существуют человек и экономика. ВВП не учитывает характер производимой продукции и долговременные перспективы — на показатель оказывает одинаковое влияние рост выпуска в отраслях, которые совершенно по разному влияют на жизнь людей: производство продовольствия, добыча природных ресурсов, выпуск высокотехнологичной бытовой техники, изготовление военной техники и прочего оружия. Методика подсчёта ВВП поощряет истощение природных ресурсов, засчитывая уменьшение природного капитала в качестве дохода, хотя этим подрывается основа аналогичных доходов в будущем и ведёт к деградации экосистем, с которыми связано поддержание жизни на планете. Также ВВП не учитывает качество окружающей среды и состояние здоровья людей, их удовлетворённость жизнью.
При расчёте ВВП не учитывается теневая экономика, в результате чего показатели экономического роста могут существенно занижаться.
Несмотря на это, экономическая политика большинства стран мира в значительной степени определяется целью увеличения ВВП.
Ведущие экономисты, политики, предприниматели и средства массовой информации регулярно говорят о росте ВВП так, как будто он представляет собой прогресс в целом или рост благосостояния общества. По мнению критиков, рост ВВП в современном мире стал чем-то вроде «магической формулы» для решения всех проблем. Ван ден Берг (2009) приходит к выводу, что «поддержка этого индикатора не имеет хорошего обоснования, скорее она основана на догме, или, в лучшем случае, на привычке».
Предложен ряд альтернативных индикаторов, призванных устранить недостатки, присущие ВВП. Некоторые из них, в частности Индикатор подлинного прогресса и Чистые накопления также основаны на системе национальных счетов и выражаются в денежной форме.
Во Франции в 2008 году для выработки подобных критериев была создана международная Комиссия по основным показателям экономической деятельности и социального прогресса.
С нарастанием кризисных явлений в мировой экономике в начале 2008 г. при ООН была создана международная Комиссия под председательством нобелевского лауреата Дж. Стиглица (Commission on the Measurement of Economic Performance and Social Progress), которая должна была критически оценить принятую систему показателей экономического развития и социального прогресса (СНС) и Международной стандартной классификации всех видов экономической деятельности (МСОК), задающей методологию расчёта ВВП. Учёные кафедры политической экономии экономического факультета МГУ имени М. В. Ломоносова, критически оценив выводы комиссии Стиглица, постаралась выявить способы измерения действительного экономического роста национального богатства в органической связи с устойчивым ростом благосостояния членов общества, найти методы устранения вопиющих разрывов в уровне и качестве жизни различных социальных групп и понять, как устранить фиктивный финансовый нарост над реальным национальным продуктом и национальным богатством. В мировой экономике опережающими темпами растёт «фиктивный капитал» (ценные бумаги в виде акций, облигаций, векселей, деривативов и других долговых обязательств), всё более отрывающийся от действительного капитала, в сфере производства и обращения, да и от ВВП. Если в 1980 г. общемировая стоимость первого составляла 12 трлн долл. и соответствовала 119 % мирового ВВП (10 трлн долл.), то в 2007 г. она увеличилась до 195 трлн долларов и в более чем в 3,5 раза превысила мировой ВВП. В России за 2007 г. прирост ВВП составил 8,1 %, при этом рост обрабатывающей промышленности составил только 7,9 %, сельского хозяйства, охоты и лесного хозяйства — на 2,5 %, зато финансовые операции выросли на 12,5 %, операции с недвижимостью на 19,5 %. Общая доля услуг в приросте ВВП составила почти 45 %.

## ВВП России и других стран
По объёму ВВП по ППС Россия занимала (в 2022 году) 5-е место, находясь после КНР (1-е место), США (2-е), Индии (3-е) и Японии (4-е).
| \| Государство \| Место \| ВВП (по ППС) за 2022 год \| \| -------------- \| ----- \| ------------------------ \| \| Китай \| 1 \| 30 327 \| \| США \| 2 \| 25 463 \| \| Индия \| 3 \| 11 875 \| \| Япония \| 4 \| 5702 \| \| Россия \| 5 \| 5327 \| \| Германия \| 6 \| 5310 \| \| Индонезия \| 7 \| 4037 \| \| Бразилия \| 8 \| 3837 \| \| Франция \| 9 \| 3770 \| \| Великобритания \| 10 \| 3657 \| \| Турция \| 11 \| 3181 \| \| Италия \| 12 \| 3053 \| \| … \| … \| … \| \| Казахстан \| 43 \| 605 \| \| Украина \| 51 \| 449 \| \| Узбекистан \| 58 \| 340 \| \| Беларусь \| 71 \| 208 \| \| Азербайджан \| 79 \| 181 \| \| Литва \| 86 \| 137 \| \| Туркменистан \| 93 \| 119 \| \| Латвия \| 102 \| 75 \| \| Грузия \| 103 \| 74 \| \| Эстония \| 110 \| 62 \| \| Армения \| 114 \| 52 \| \| Таджикистан \| 117 \| 48 \| \| Кыргызстан \| 126 \| 41 \| \| Молдова \| 129 \| 39 \| | 0000  |                          |
| Государство | Место | ВВП (по ППС) за 2022 год |
| Китай | 1     | 30 327                   |
| США | 2     | 25 463                   |
| Индия | 3     | 11 875                   |
| Япония | 4     | 5702                     |
| Россия | 5     | 5327                     |
| Германия | 6     | 5310                     |
| Индонезия | 7     | 4037                     |
| Бразилия | 8     | 3837                     |
| Франция | 9     | 3770                     |
| Великобритания | 10    | 3657                     |
| Турция | 11    | 3181                     |
| Италия | 12    | 3053                     |
| … | …     | …                        |
| Казахстан | 43    | 605                      |
| Украина | 51    | 449                      |
| Узбекистан | 58    | 340                      |
| Беларусь | 71    | 208                      |
| Азербайджан | 79    | 181                      |
| Литва | 86    | 137                      |
| Туркменистан | 93    | 119                      |
| Латвия | 102   | 75                       |
| Грузия | 103   | 74                       |
| Эстония | 110   | 62                       |
| Армения | 114   | 52                       |
| Таджикистан | 117   | 48                       |
| Кыргызстан | 126   | 41                       |
| Молдова | 129   | 39                       |

## ВВП на душу населения России и других стран
| \| Государство \| место \| ВВП на душу (по ППС), $ \| \| ----------- \| ----- \| ----------------------- \| \| Катар \| 1 \| 140 000 \| \| Люксембург \| 2 \| 91 048 \| \| Кувейт \| 3 \| 82 024 \| \| Швейцария \| 8 \| 56 940 \| \| США \| 9 \| 54 629 \| \| Германия \| 15 \| 45 616 \| \| Россия \| 44 \| 25 636 \| \| Китай \| 82 \| 13 217 \| \| ЦАР \| 185 \| 606 \| | 0000  |                         |
| Государство | место | ВВП на душу (по ППС), $ |
| Катар | 1     | 140 000                 |
| Люксембург | 2     | 91 048                  |
| Кувейт | 3     | 82 024                  |
| Швейцария | 8     | 56 940                  |
| США | 9     | 54 629                  |
| Германия | 15    | 45 616                  |
| Россия | 44    | 25 636                  |
| Китай | 82    | 13 217                  |
| ЦАР | 185   | 606                     |